# Gudereit

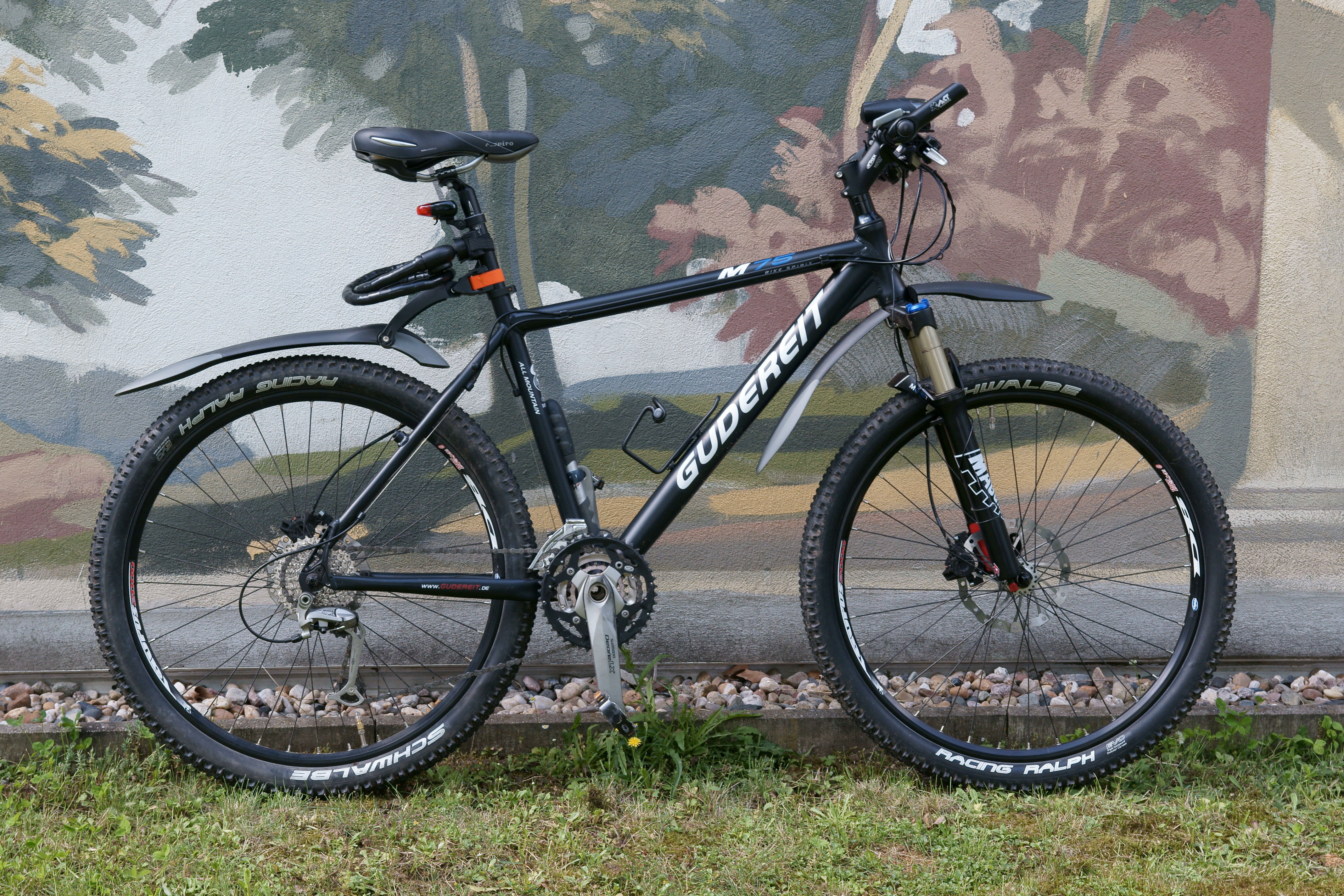
Gudereit M 75 (2008)

Kurt Gudereit GmbH & Co. KG ist ein traditionsreicher deutscher Fahrradhersteller, der 1949 in Bielefeld gegründet wurde und inzwischen in der dritten Generation noch überwiegend im Familienbesitz ist.

## Geschichte
Das Unternehmen wurde kurz nach Ende des Zweiten Weltkriegs von Kurt Gudereit gegründet und wird seither – mit externer Beteiligung – als Familienunternehmen geführt, inzwischen in dritter Generation durch Tobias Gudereit. Seit den 1990er-Jahren produziert Gudereit als eines der ersten Unternehmen überhaupt schwerpunktmäßig Trekkingräder. Bei verschiedenen Tests der Stiftung Warentest und anderen Fahrradzeitschriften konnten von Gudereit oftmals Testsiege und vordere Platzierungen verbucht werden, aber auch Rahmen- und Lenkerbrüche traten im Rahmen dieser Tests an Gudereiträdern auf.
1974 wurde der Bundessieg im Wettbewerb „Gute Form“ erreicht.
Nachdem Gudereit zunächst die Fahrräder komplett in Deutschland hergestellt hatte, werden Rahmen und Gabel heute nicht mehr in Deutschland produziert, sondern aus Asien importiert.